# Памятные монеты Узбекистана
Памятные монеты выпускаются Центральным банком Республики Узбекистан из драгоценных металлов (номиналами 10, 50, 100, 1000, 50 000, 100 000 и 200 000 сумов), недрагоценных металлов (номиналами 25, 50, 100, 500 сумов), а также недрагоценных металлов, покрытых золотом (номиналами 1 и 10 сумов), начиная с 1994 года, когда в честь третьей годовщины независимости страны были выпущены два вида монет достоинством в 10 сумов.
На официальном сайте банка все монеты разделены на два раздела «Монеты» и «Памятные монеты».
Семь монет из раздела «Монеты» посвящены памятным юбилейным событиям, однако, только пять из них в описании названы «памятными» или «памятными юбилейными». Выпуски монет 1997—1999 годов, указанных в разделе «Памятные монеты» на сайте банка, не посвящены конкретным годовщинам.
Все монеты чеканятся на Ташкентском монетном дворе.

## Статистика
По состоянию на 2024 год было выпущено 82 вида памятных монет — 5 из стали, покрытой никелем или медно-никелевым сплавом, 1 из латуни, 1 из медно-никелевого сплава, покрытого золотом, 1 из латуни, покрытой золотом, 40 из серебра 999,9 пробы, в том числе 2 из серебра, покрытого золотом и 34 из золота 999,9 пробы.
Ещё 2 монеты — 50 сумов «10 лет независимости Узбекистана» 2001 года выпуска и 100 сумов «10 лет национальной валюте» 2004 года выпуска, изготовленные из стали, покрытой медно-никелевым сплавом, на официальном сайте ЦБ РУз не указаны как «памятные» или «памятные юбилейные» (смотри статью: Узбекский сум).
| Сталь с никелевым / медно-никелевым покрытием |   |   |   |   | 1 |    | 1 | 2 | 1 |    |    |   | 5  |
| Латунь                                        |   |   |   |   |   | 1  |   |   |   |    |    |   | 1  |
| Медно-никелевый сплав, покрытый золотом       | 1 |   |   |   |   |    |   |   |   |    |    |   | 1  |
| Латунь, покрытая золотом                      | 1 |   |   |   |   |    |   |   |   |    |    |   | 1  |
| Серебро-999                                   | 1 | 2 |   | 4 | 8 | 12 |   | 1 |   | 2  | 6  | 2 | 38 |
| Серебро, покрытое золотом                     |   | 2 |   |   |   |    |   |   |   |    |    |   | 2  |
| Золото                                        |   |   | 1 |   |   |    |   | 1 |   | 18 | 12 | 2 | 34 |
| Всего                                         | 3 | 4 | 1 | 4 | 9 | 13 | 1 | 4 | 1 | 20 | 18 | 4 | 82 |

## Монеты из недрагоценных металлов

### Монеты из стали, покрытой никелем или медно-никелевым сплавом
Монеты из стали, покрытые никелем или медно-никелевым сплавом, были выпущены большими тиражами и находились в реальном обращении.
| 1999 | | 800 лет со дня рождения Джелал ад-Дина Мангуберди |
| 1999 | Аверс: портрет Джелал ад-Дина Мангуберди, номинал, надпись на узб. JALOLIDDIN MANGUBERDI-800 YIL — «Джелал ад-Дин Мангуберди — 800 лет», по краю — окантовка из точек. Реверс: герб и название государства, год выпуска, по краю — окантовка из точек. Гурт: гладкий. Номинал: 25 сумов. Материал: сталь, покрытая никелем. Масса: 6,0 г. Диаметр: 26,5 мм. Толщина: 1,65 мм.                                          |                                                   |
| 2002 | | 2700 лет городу Шахрисабзу                        |
| 2002 | Аверс: памятник Тамерлану на фоне руин дворца «Оқ Сарой» в Шахрисабзе, номинал, надпись на узб. SHAHRISABZ SHAHRINING 2700 YILLIGI — «2700 лет городу Шахрисабзу». Реверс: герб Узбекистана, название банка-эмитента и год выпуска, по краю — окантовка из точек. Гурт: прерывисто-рубчатый. Номинал: 50 сумов. Материал: сталь, покрытая медно-никелевым сплавом. Масса: 8,05 г. Диаметр: 26,25 мм. Толщина: 2,25 мм. |                                                   |
| 2009 | | 2200 лет городу Ташкенту                          |
| 2009 | Аверс: монумент на площади Независимости в Ташкенте, номинал, надпись на узб. TOSHKENT SHAHRINING 2200 YILLIGI — «2200 лет городу Ташкенту». Реверс: герб Узбекистана, название банка-эмитента и год выпуска. Гурт: прерывисто-рубчатый. Номинал: 100 сумов. Металл: сталь, покрытая медно-никелевым сплавом. Масса: 8,00 г. Диаметр: 27,15 мм. Толщина: 2,00 мм. Тираж: 20 000 шт.                                    |                                                   |
| 2009 | | 2200 лет городу Ташкенту                          |
| 2009 | Аверс: арка и монумент на площади Независимости в Ташкенте, номинал, надпись на узб. TOSHKENT SHAHRINING 2200 YILLIGI — «2200 лет городу Ташкенту». Реверс: герб Узбекистана, название банка-эмитента и год выпуска. Гурт: прерывисто-рубчатый. Номинал: 100 сумов. Металл: сталь, покрытая медно-никелевым сплавом. Масса: 8,05 г. Диаметр: 27,1 мм. Толщина: 2,00 мм. Тираж: 20 000.                                 |                                                   |
| 2011 | | 20 лет независимости Узбекистана                  |
| 2011 | Аверс: здание Дворца Международных симпозиумов в Ташкенте, номинал, надпись на узб. O‘ZBEKISTON MUSTAQILLIGIGA 20 YIL • — «20 лет независимости Узбекистана •». Реверс: герб Узбекистана, название банка-эмитента и год выпуска. Гурт: гладкий. Номинал: 500 сумов. Металл: сталь, покрытая никелем. Масса: 5,95 г. Диаметр: 25,2 мм. Толщина: 1,7 мм                                                                  |                                                   |

### Монета из латуни
| 2001 | | 560 лет со дня рождения Алишера Навои |
| 2001 | Аверс: портрет Алишера Навои, его имя на узб. ALISHER NAVOIY и годы жизни (1441—1501), номинал, изображения лавровой ветви, чернильницы, пера и бумаги, по краю — окантовка из точек. Реверс: герб Узбекистана, название банка-эмитента и год выпуска, по краю — окантовка из точек. Гурт: рубчатый. Номинал: 100 сумов. Материал: латунь. Масса: [уточнить]. Диаметр: [уточнить]. |                                       |

### Монеты из недрагоценных металлов, покрытых золотом
| 1994 | | 600 лет со дня рождения Улугбека |
| 1994 | Аверс: портрет Улугбека, его имя на узб. MUHAMMAD TARAG‘AY ULUG‘BEK и годы жизни (1394—1449). Реверс: герб и название государства, номинал и год выпуска, по краю — национальный орнамент. Гурт: рубчатый. Номинал: 1 сум. Металл: латунь, покрытая золотом. Масса: 15.13 г. Диаметр: 31 мм. |                                  |
| 1994 | | 3 года независимости Узбекистана |
| 1994 | Аверс: памятник Тамерлану в Ташкенте, номинал, надпись на узб. TOSHKENT • AMIR TEMUR HAYKALI • — «Ташкент • Памятник эмиру Тимуру •». Реверс: герб Узбекистана, надпись на узб. O‘ZBEKISTON MUSTAQILLIGINING 3 YILLIGI — «3 года независимости Узбекистана» и год выпуска, по краю — национальный орнамент. Гурт: рубчатый. Номинал: 10 сумов. Металл: медно-никелевый сплав, покрытый золотом. Масса: 31.10 г. Диаметр: [уточнить]. |                                  |

## Монеты из серебра

### Серия «Великие предки» 1999 года
Аверс: изображение исторического деятеля; его имя и годы жизни, надпись на узб. BUYUK SIYMOLAR — «Великие предки», разделённые 8-угольниками; по краю — окантовка из точек.
Реверс: герб Узбекистана, название государства на узб. O‘ZBEKISTON RESPUBLIKASI, номинал, масса и проба металла, год выпуска, по краю — окантовка из точек. Гурт: рубчатый.
Характеристики: номинал — 100 сумов, материал — серебро-999, качество — proof, масса — 31,1 г, диаметр — 38,0 мм. Тираж каждой монеты — 1000 штук.
- Абу Али ибн Сина (узб. ABU ALI IBN SINO (980—1037))
- Ахмад аль-Фергани (узб. AHMAD AL-FARG‘ONIY Годы жизни не указаны)
- Абу Райхан Бируни (узб. ABU RAYHON BERUNIY (973—1048))
- Муса аль-Хорезми (узб. MUSO AL-XORAZMIY (783—850))
- Мирзо Улугбек (узб. MIRZO ULUG‘BEK (1394—1449))
- Бабур (узб. BOBUR (1483—1530))
- Амир Тимур (узб. AMIR TEMUR (1336—1405))
- Алишер Навои (узб. ALISHER NAVOIY (1441—1501)[11])

### Серия «10 лет независимости Узбекистана» 2001 года
Аверс: изображение одного из символов современного Узбекистана, номинал, надпись на узб. O‘ZBEKISTON MUSTAQILLIGINING 10 YILLIGI — «10 лет независимости Узбекистана», по краю — окантовка из точек.
Реверс: герб Узбекистана, название банка-эмитента на узб. O‘ZBEKISTON MARKAZIY BANKI — «Центральный банк Узбекистана», масса и проба металла, год выпуска, по краю — окантовка из точек.
Гурт: рубчатый.
Характеристики: номинал — 100 сумов, материал — серебро-999, качество — proof, масса — 31,1 г, диаметр — 38 мм. Тираж каждой монеты — 1000 штук.
| 2001 |  | Памятник Алишеру Навои в Ташкенте        |  | 2001 |                                                     | Государственный музей истории Тимуридов |
| 2001 |  | Памятник эмиру Тимуру в Ташкенте         |  | 2001 | Монумент независимости Узбекистана в Ташкенте       |                                         |
| 2001 |  | Ташкентские куранты                      |  | 2001 | Теннисист на фоне Ташкентского теннисного корта     |                                         |
| 2001 |  | Площадь Регистан в Самарканде            |  | 2001 | Борцы национальной борьбы Куреш                     |                                         |
| 2001 |  | Здание резиденции Президента Узбекистана |  | 2001 | Футболист на фоне футбольного поля                  |                                         |
| 2001 |  | Здание Олий мажлиса                      |  | 2001 | Спортсмен с факелом на фоне Музея Олимпийской славы |                                         |

### Серия «30 лет независимости Узбекистана»
| 2021 | |
|      | Аверс: в центре стилизованное изображение голубя на фоне дерева в обрамлении раскрытых ладоней, надписи по кругу на узб. O'ZBEKISTON MUSTAQILLIGI KUNI и англ. INDEPENDENCE DAY OF UZBEKISTAN разделенные датами 1991—2021 — «День Независимости Узбекистана». Реверс: надписи по кругу на узб. O‘ZBEKISTON MARKAZIY BANKI и англ. CENTRAL BANK OF UZBEKISTAN— «Центральный банк Узбекистана», в центре в верхней части герб Узбекистана в обрамлении национального узора, в нижней части номинал, масса и проба металла. Гурт : Номинал: 50 000 сумов. Материал: серебро-999,9. Качество: proof. Масса: 31,1 г. Диаметр: 38,0 мм. Тираж:.   |
|      | Аверс: в центре в верхней части стилизованное изображение панорамы Ташкента, в нижней части изображение ветви гранатового дерева, надписи по кругу на узб. O'ZBEKISTON MUSTAQILLIGI KUNI и англ. INDEPENDENCE DAY OF UZBEKISTAN разделенные датами 1991—2021 — «День Независимости Узбекистана». Реверс: надписи по кругу на узб. O‘ZBEKISTON MARKAZIY BANKI и англ. CENTRAL BANK OF UZBEKISTAN— «Центральный банк Узбекистана», в центре в верхней части национальный узор, в нижней части номинал, масса и проба металла. Гурт : Номинал: 50 000 сумов. Материал: серебро-999,9. Качество: proof. Масса: 31,1 г. Диаметр: 38,0 мм. Тираж:. |

### Серия «Новый Узбекистан»
| 2022 | | Новый Узбекистан |
| 2022 | Аверс: монумент Независимости в Ташкенте, стилизованное изображение птицы Хумо, национальный орнамент, год выпуска, надписи на узб. YANGI O'ZBEKISTON и англ. NEW UZBEKISTAN — «Новый Узбекистан». Реверс: национальный орнамент, название эмитента, номинал, масса и проба металла. Гурт: рубчатый. Номинал: 50000 сумов. Материал: серебро-999. Качество: proof. Масса: 31,1 г. Диаметр: 38 мм Тираж: [уточнить] |                  |
| 2022 | Новый Узбекистан |                  |
| 2022 | Аверс: монумент Независимости в Ташкенте, год выпуска, надписи на узб. YANGI O'ZBEKISTON и англ. NEW UZBEKISTAN — «Новый Узбекистан». Реверс: национальный орнамент, название эмитента, номинал, масса и проба металла. Гурт: рубчатый. Номинал: 50000 сумов. Материал: серебро-999. Качество: proof. Масса: 31,1 г. Диаметр: 38 мм Тираж: [уточнить]                                                              |                  |

### Серия «Навруз»
| 2022 | | Навруз |
| 2022 | Аверс: стилизованное изображение ласточки на фоне цветущей ветви, надписи на узб. NAVRO'ZI OLAM и англ. NAVRUZ HOLIDAY, разделённые цветками — «Праздник Навруз». Реверс: герб на фоне национального орнамента, название эмитента, номинал, год выпуска, масса и проба металла. Гурт: рубчатый. Номинал: 50000 сумов. Материал: серебро-999. Качество: proof. Масса: 31,1 г. Диаметр: 38 мм Тираж: [уточнить]                                         |        |
| 2022 | Навруз |        |
| 2022 | Аверс: стилизованное изображение полумесяца в обрамлении цветущих ветвей, надпись на узб. HAR TUNING QADR O'LUBON HAR KUNING BO'LSIN NAVRO'ZI — «Пусть каждая ночь будет ценна, каждый день благословен». Реверс: герб на фоне национального орнамента, название эмитента, номинал, год выпуска, масса и проба металла. Гурт: рубчатый. Номинал: 50000 сумов. Материал: серебро-999. Качество: proof. Масса: 31,1 г. Диаметр: 38 мм Тираж: [уточнить] |        |
| 2022 | Навруз |        |
| 2022 | Аверс: изображение ростков проросшей пшеницы в обрамлении цветущих ветвей, надпись на узб. NAVRO'ZI OLAM YANGILANISH DAVRI — «Праздник Навруз — время обновления». Реверс: национальный орнамент, название эмитента, номинал, год выпуска, масса и проба металла. Гурт: рубчатый. Номинал: 50000 сумов. Материал: серебро-999. Качество: proof. Масса: 31,1 г. Диаметр: 38 мм Тираж: [уточнить]                                                       |        |
| 2022 | Навруз |        |
| 2022 | Аверс: изображение ростка растения в обрамлении цветущих ветвей, надписи на узб. NAVRO'ZI OLAM и англ. NAVRUZ HOLIDAY, разделённые цветками — «Праздник Навруз». Реверс: национальный орнамент, название эмитента, номинал, год выпуска, масса и проба металла. Гурт: рубчатый. Номинал: 50000 сумов. Материал: серебро-999. Качество: proof. Масса: 31,1 г. Диаметр: 38 мм Тираж: [уточнить]                                                         |        |

### Прочие памятные монеты из серебра
Памятные монеты из серебра, не объединённые в отдельные серии.
| 1994 | | 3 года независимости Узбекистана                 |
| 1994 | Аверс: памятник Тамерлану в Ташкенте, номинал, надпись на узб. TOSHKENT • AMIR TEMUR HAYKALI • — «Ташкент • Памятник эмиру Тимуру •». Реверс: герб Узбекистана, надпись на узб. O‘ZBEKISTON MUSTAQILLIGINING 3 YILLIGI — «3 года независимости Узбекистана», год выпуска, по краю — национальный орнамент. Гурт: рубчатый. Номинал: 10 сумов. Материал: серебро-999. Качество: proof. Масса: 31,1 г. Диаметр: 38 мм.  |                                                  |
| 1996 | | 5 лет независимости Узбекистана                  |
| 1996 | Аверс: памятник Алишеру Навои в Ташкенте, даты юбилея (1991—1996), номинал, надпись на узб. O‘ZBEKISTON MUSTAQILLIGIGA 5 YIL • — «5 лет независимости Узбекистана •». Реверс: герб и название государства, год выпуска. Гурт: рубчатый. Номинал: 50 сумов. Материал: серебро-999. Масса:[уточнить]. Диаметр: [уточнить].                                                                                              |                                                  |
| 1996 | | 660 лет со дня рождения эмира Тимура             |
| 1996 | Аверс: памятник Тамерлану в Ташкенте, годы жизни полководца (1336—1405), номинал, надпись на узб. AMIR TEMUR — 660 YIL — «Эмир Тимур — 660 лет». Реверс: герб и название государства, год выпуска. Гурт: рубчатый. Номинал: 100 сумов. Материал: серебро-999. Масса:[уточнить]. Диаметр: [уточнить]. |                                                  |
| 1998 | | Здание Олий мажлиса                              |
| 1998 | Аверс: здание Олий мажлиса, номинал, надпись на узб. OLIY MAJLIS BINOSI — «Здание Олий Мажлиса», масса и проба металла, по краю — окантовка из точек. Реверс: герб и название государства, год выпуска. Гурт: рубчатый. Номинал: 100 сумов. Материал: серебро-999. Качество: proof. Масса: 31,1 г. Диаметр: 38,0 мм. Тираж: 1000 шт.                                                                                  |                                                  |
| 1998 | | Музей эмира Тимура                               |
| 1998 | Аверс: здание Государственного музея истории Тимуридов, номинал, надпись на узб. AMIR TEMUR MUZEYI — «Музей эмира Тимура», масса и проба металла, по краю — окантовка из точек. Реверс: герб и название государства, год выпуска. Гурт: рубчатый. Номинал: 100 сумов. Материал: серебро-999. Качество: proof. Масса: 31,1 г. Диаметр: 38,0 мм. Тираж: 1000 шт.                                                        |                                                  |
| 1998 | | Памятник Алишеру Навои                           |
| 1998 | Аверс: памятник Алишеру Навои в Ташкенте, номинал, надпись на узб. ALISHER NAVOIY HAYKALI — «Памятник Алишеру Навои», масса и проба металла, по краю — окантовка из точек. Реверс: герб и название государства, год выпуска. Гурт: рубчатый. Номинал: 100 сумов. Материал: серебро-999. Качество: proof. Масса: 31,1 г. Диаметр: 38,0 мм. Тираж: 1000 шт.                                                             |                                                  |
| 1998 | | Памятник эмиру Тимуру                            |
| 1998 | Аверс: памятник Тамерлану в Ташкенте, номинал, надпись на узб. AMIR TEMUR HAYKALI — «Памятник эмиру Тимуру», масса и проба металла, по краю — окантовка из точек. Реверс: герб и название государства, год выпуска. Гурт: рубчатый. Номинал: 100 сумов. Материал: серебро-999. Качество: proof. Масса: 31,1 г. Диаметр: 38,0 мм. Тираж: 1000 шт.                                                                      |                                                  |
| 2009 | | 2200 лет городу Ташкенту                         |
| 2009 | Аверс: монумент «Счастливой матери» в Ташкенте, надпись на узб. TOSHKENT SHAHRINING 2200 YILLIGI — «2200 лет городу Ташкенту». Реверс: герб и название государства, номинал, год выпуска, масса и проба металла, по краю — окантовка из точек. Гурт: рубчатый. Номинал: 1000 сумов. Материал: серебро-999. Качество: proof. Масса: 31,1 г. Диаметр: 38,0 мм. Тираж: [уточнить]                                        |                                                  |
| 2023 | | 825 лет со дня рождения Джелал ад-Дин Мангуберди |
| 2023 | Аверс: монумент Джелал ад-Дину Мангуберди в Хорезме, надпись на узб. Jaloliddin Manguberdi tavalludining 825 yilligi — «825 лет со дня рождения Джелал ад-Дин Мангуберди» и годы жизни «1198-1231». Реверс: герб и название эмитента, номинал, год выпуска, масса и проба металла. Гурт: рубчатый. Номинал: 50000 сумов. Материал: серебро-999. Качество: proof. Масса: 31,1 г. Диаметр: [уточнить] Тираж: [уточнить] |                                                  |

### Монеты из серебра, покрытого золотом
| 1996 | | 5 лет независимости Узбекистана      |
| 1996 | Аверс: памятник Алишеру Навои в Ташкенте, надпись на узб. O‘ZBEKISTON MUSTAQILLIGIGA — 5 YIL — «Независимости Узбекистана — 5 лет», даты юбилея (1991—1996) и номинал. Реверс: герб и название государства, год выпуска. Гурт: рубчатый. Номинал: 50 сумов. Материал: серебро-999, покрытое золотом. Масса: [уточнить]. Диаметр: [уточнить]. |                                      |
| 1996 | | 660 лет со дня рождения эмира Тимура |
| 1996 | Аверс: памятник Тамерлану в Ташкенте, надпись на узб. AMIR TEMUR — 660 YIL — «Эмир Тимур — 660 лет», номинал и годы жизни полководца (1336—1405). Реверс: герб и название государства, год выпуска. Гурт: рубчатый. Номинал: 100 сумов. Материал: серебро-999, покрытое золотом. Масса: [уточнить]. Диаметр: [уточнить].                     |                                      |

## Монеты из золота

### Серия «580 лет со дня рождения Алишера Навои»
| 2021 | |
|      | Аверс: портрет Алишера Навои на фоне героев литературного произведения Хамса, надписи по кругу на узб. ALISHER NAVOIY и узб. TAVALLUDINING 580 YILLIGIGA разделенные орнаментом — «580 лет со дня рождения Алишера Навои». Реверс: герб, в верхней части надпись полукругом на узб. O‘ZBEKISTON RESPUBLIKASI MARKAZIY BANKI — «Центральный банк Республики Узбекистан», в центре номинал в обрамлении национального узора, год выпуска, масса и проба металла. Гурт: рубчатый. Номинал: 50 000 сумов. Материал: золото-999. Качество: proof. Масса: 20,0 г. Диаметр: 33,0 мм. Тираж: 500 шт. |
|      | Аверс: портрет Алишера Навои с надписью на узб. TAVALLUDINING 580 YILLIGIGA — «580 лет со дня рождения», надписи по кругу на узб. ALISHER NAVOIY, годы жизни 1441—1501, разделенные восьмиконечными звездами. Реверс: герб, в верхней части надпись полукругом на узб. O‘ZBEKISTON RESPUBLIKASI MARKAZIY BANKI — «Центральный банк Республики Узбекистан», в центре номинал в обрамлении национального узора, год выпуска, масса и проба металла. Гурт: рубчатый. Номинал: 50 000 сумов. Материал: золото-999. Качество: proof. Масса: 20,0 г. Диаметр: 33,0 мм. Тираж: [уточнить].          |
|      | Аверс: портрет Алишера Навои на фоне героев литературного произведения Хамса, надписи по кругу на узб. ALISHER NAVOIY и узб. TAVALLUDINING 580 YILLIGIGA разделенные орнаментом — «580 лет со дня рождения Алишера Навои». Реверс: герб, в верхней части надпись полукругом на узб. O‘ZBEKISTON RESPUBLIKASI MARKAZIY BANKI — «Центральный банк Республики Узбекистан», номинал, год выпуска, масса и проба металла. Гурт: рубчатый. Номинал: 100 000 сумов. Материал: золото-999. Качество: proof. Масса: 31,1 г. Диаметр: 38,0 мм. Тираж: 100 шт.                                          |
|      | Аверс: портрет Алишера Навои с надписью на узб. TAVALLUDINING 580 YILLIGIGA — «580 лет со дня рождения», надписи по кругу на узб. ALISHER NAVOIY, годы жизни 1441—1501, разделенные восьмиконечными звездами. Реверс: герб, в верхней части надпись полукругом на узб. O‘ZBEKISTON RESPUBLIKASI MARKAZIY BANKI — «Центральный банк Республики Узбекистан», номинал, год выпуска, масса и проба металла. Гурт: рубчатый. Номинал: 100 000 сумов. Материал: золото-999. Качество: proof. Масса: 31,1 г. Диаметр: 38,0 мм. Тираж: 100 шт.                                                       |
|      | Аверс: изображение героев литературного произведения Алишера Навои — Смятение праведных, надписи по кругу на узб. ALISHER NAVOIY TAVALLUDINING 580 YILLIGIGA и узб. HAYRAT-UL-ABROR разделенные орнаментом — «580 лет со дня рождения Алишера Навои», «Смятение праведных». Реверс: в центре восьмиугольника, в обрамлении из национального узора изображение раскрытой книги на подставке, год выпуска, масса и проба металла. Гурт: рубчатый. Номинал: нет. Материал: золото-999,9. Качество: proof. Масса: 20,0 г. Диаметр: 33,0 мм. Тираж: [уточнить].                                   |
|      | Аверс: изображение героев литературного произведения Алишера Навои — Фархад и Ширин, надписи по кругу на узб. ALISHER NAVOIY TAVALLUDINING 580 YILLIGIGA и узб. FARHOD VA SHIRIN разделенные орнаментом — «580 лет со дня рождения Алишера Навои», «Фархад и Ширин». Реверс: в центре восьмиугольника, в обрамлении из национального узора изображение раскрытой книги на подставке, год выпуска, масса и проба металла. Гурт: рубчатый. Номинал: нет. Материал: золото-999,9. Качество: proof. Масса: 20,0 г. Диаметр: 33,0 мм. Тираж: [уточнить].                                          |
|      | Аверс: изображение героев литературного произведения Алишера Навои — Лейли и Меджнун, надписи по кругу на узб. ALISHER NAVOIY TAVALLUDINING 580 YILLIGIGA и узб. LAYLI VA MAJNUN разделенные орнаментом — «580 лет со дня рождения Алишера Навои», «Лейли и Меджнун». Реверс: в центре восьмиугольника, в обрамлении из национального узора изображение раскрытой книги на подставке, год выпуска, масса и проба металла. Гурт: рубчатый. Номинал: нет. Материал: золото-999,9. Качество: proof. Масса: 20,0 г. Диаметр: 33,0 мм. Тираж: [уточнить].                                         |
|      | Аверс: изображение героев литературного произведения Алишера Навои — Семь планет, надписи по кругу на узб. ALISHER NAVOIY TAVALLUDINING 580 YILLIGIGA и узб. SAB’AI SAYYOR разделенные орнаментом — «580 лет со дня рождения Алишера Навои», «Семь планет». Реверс: в центре восьмиугольника, в обрамлении из национального узора изображение раскрытой книги на подставке, год выпуска, масса и проба металла. Гурт: рубчатый. Номинал: нет. Материал: золото-999,9. Качество: proof. Масса: 20,0 г. Диаметр: 33,0 мм. Тираж: [уточнить].                                                   |
|      | Аверс: изображение героев литературного произведения Алишера Навои — Стена Искандара, надписи по кругу на узб. ALISHER NAVOIY TAVALLUDINING 580 YILLIGIGA и узб. SADDI ISKANDARIY разделенные орнаментом — «580 лет со дня рождения Алишера Навои», «Стена Искандара». Реверс: в центре восьмиугольника, в обрамлении из национального узора изображение раскрытой книги на подставке, год выпуска, масса и проба металла. Гурт: рубчатый. Номинал: нет. Материал: золото-999,9. Качество: proof. Масса: 20,0 г. Диаметр: 33,0 мм. Тираж: [уточнить].                                        |
|      | Аверс: изображение героев литературного произведения Алишера Навои — Смятение праведных, надписи по кругу на узб. ALISHER NAVOIY TAVALLUDINING 580 YILLIGIGA и узб. HAYRAT-UL-ABROR разделенные орнаментом — «580 лет со дня рождения Алишера Навои», «Смятение праведных». Реверс: в центре образованном из переплетения национального узора нанесены год выпуска, масса и проба металла. Гурт: рубчатый. Номинал: нет. Материал: золото-999,9. Качество: proof. Масса: 31,1 г. Диаметр: 38,0 мм. Тираж: [уточнить].                                                                        |
|      | Аверс: изображение героев литературного произведения Алишера Навои — Фархад и Ширин, надписи по кругу на узб. ALISHER NAVOIY TAVALLUDINING 580 YILLIGIGA и узб. FARHOD VA SHIRIN разделенные орнаментом — «580 лет со дня рождения Алишера Навои», «Фархад и Ширин». Реверс: в центре образованном из переплетения национального узора нанесены год выпуска, масса и проба металла. Гурт: рубчатый. Номинал: нет. Материал: золото-999,9. Качество: proof. Масса: 31,1 г. Диаметр: 38,0 мм. Тираж: [уточнить].                                                                               |
|      | Аверс: изображение героев литературного произведения Алишера Навои — Лейли и Меджнун, надписи по кругу на узб. ALISHER NAVOIY TAVALLUDINING 580 YILLIGIGA и узб. LAYLI VA MAJNUN разделенные орнаментом — «580 лет со дня рождения Алишера Навои», «Лейли и Меджнун». Реверс: в центре образованном из переплетения национального узора нанесены год выпуска, масса и проба металла. Гурт: рубчатый. Номинал: нет. Материал: золото-999,9. Качество: proof. Масса: 31,1 г. Диаметр: 38,0 мм. Тираж: [уточнить].                                                                              |
|      | Аверс: изображение героев литературного произведения Алишера Навои — Семь планет, надписи по кругу на узб. ALISHER NAVOIY TAVALLUDINING 580 YILLIGIGA и узб. SAB’AI SAYYOR разделенные орнаментом — «580 лет со дня рождения Алишера Навои», «Семь планет». Реверс: в центре образованном из переплетения национального узора нанесены год выпуска, масса и проба металла. Гурт: рубчатый. Номинал: нет. Материал: золото-999,9. Качество: proof. Масса: 31,1 г. Диаметр: 38,0 мм. Тираж: [уточнить].                                                                                        |
|      | Аверс: изображение героев литературного произведения Алишера Навои — Стена Искандара, надписи по кругу на узб. ALISHER NAVOIY TAVALLUDINING 580 YILLIGIGA и узб. SADDI ISKANDARIY разделенные орнаментом — «580 лет со дня рождения Алишера Навои», «Стена Искандара». Реверс: в центре образованном из переплетения национального узора нанесены год выпуска, масса и проба металла. Гурт: рубчатый. Номинал: нет. Материал: золото-999,9. Качество: proof. Масса: 31,1 г. Диаметр: 38,0 мм. Тираж: [уточнить].                                                                             |

### Серия «30 лет независимости Узбекистана»
| 2021 | |
|      | Аверс: в центре стилизованное изображение голубя на фоне дерева в обрамлении раскрытых ладоней, надписи по кругу на узб. O'ZBEKISTON MUSTAQILLIGI KUNI и англ. INDEPENDENCE DAY OF UZBEKISTAN разделенные датами 1991—2021 — «День Независимости Узбекистана». Реверс: надписи по кругу на узб. O‘ZBEKISTON MARKAZIY BANKI и англ. CENTRAL BANK OF UZBEKISTAN— «Центральный банк Узбекистана», в центре в верхней части герб Узбекистана в обрамлении национального узора, в нижней части номинал, масса и проба металла. Гурт : Номинал: 100 000 сумов. Материал: золото-999,9. Качество: proof. Масса: 15,0 г. Диаметр: 25,0 мм. Тираж:.  |
|      | Аверс: в центре в верхней части стилизованное изображение панорамы Ташкента, в нижней части изображение ветви гранатового дерева, надписи по кругу на узб. O'ZBEKISTON MUSTAQILLIGI KUNI и англ. INDEPENDENCE DAY OF UZBEKISTAN разделенные датами 1991—2021 — «День Независимости Узбекистана». Реверс: надписи по кругу на узб. O‘ZBEKISTON MARKAZIY BANKI и англ. CENTRAL BANK OF UZBEKISTAN— «Центральный банк Узбекистана», в центре в верхней части национальный узор, в нижней части номинал, масса и проба металла. Гурт : Номинал: 100 000 сумов. Материал: золото-999,9. Качество: proof. Масса: 15,0 г. Диаметр: 25,0 мм. Тираж: |
|      | Аверс: в центре стилизованное изображение голубя на фоне дерева в обрамлении раскрытых ладоней, надписи по кругу на узб. O'ZBEKISTON MUSTAQILLIGI KUNI и англ. INDEPENDENCE DAY OF UZBEKISTAN разделенные датами 1991—2021 — «День Независимости Узбекистана». Реверс: надписи по кругу на узб. O‘ZBEKISTON MARKAZIY BANKI и англ. CENTRAL BANK OF UZBEKISTAN— «Центральный банк Узбекистана», в центре в верхней части герб Узбекистана в обрамлении национального узора, в нижней части номинал, масса и проба металла. Гурт : Номинал: 100 000 сумов. Материал: золото-999,9. Качество: proof. Масса: 20,0 г. Диаметр: 33,0 мм. Тираж:   |
|      | Аверс: в центре в верхней части стилизованное изображение панорамы Ташкента, в нижней части изображение ветви гранатового дерева, надписи по кругу на узб. O'ZBEKISTON MUSTAQILLIGI KUNI и англ. INDEPENDENCE DAY OF UZBEKISTAN разделенные датами 1991—2021 — «День Независимости Узбекистана». Реверс: надписи по кругу на узб. O‘ZBEKISTON MARKAZIY BANKI и англ. CENTRAL BANK OF UZBEKISTAN— «Центральный банк Узбекистана», в центре в верхней части национальный узор, в нижней части номинал, масса и проба металла. Гурт : Номинал: 100 000 сумов. Материал: золото-999,9. Качество: proof. Масса: 20,0 г. Диаметр: 33,0 мм. Тираж: |

### Серия «Новый Узбекистан»
| 2022 | | Новый Узбекистан |
| 2022 | Аверс: монумент Независимости в Ташкенте, стилизованное изображение птицы Хумо, национальный орнамент, год выпуска, надписи на узб. YANGI O'ZBEKISTON и англ. NEW UZBEKISTAN — «Новый Узбекистан». Реверс: национальный орнамент, название эмитента, номинал, масса и проба металла. Гурт: рубчатый. Номинал: 100000 сумов. Материал: золото-999. Качество: proof. Масса: 15,0 г. Диаметр: 25 мм Тираж: [уточнить] |                  |
| 2022 | Новый Узбекистан |                  |
| 2022 | Аверс: монумент Независимости в Ташкенте, год выпуска, надписи на узб. YANGI O'ZBEKISTON и англ. NEW UZBEKISTAN — «Новый Узбекистан». Реверс: национальный орнамент, название эмитента, номинал, масса и проба металла. Гурт: рубчатый. Номинал: 100000 сумов. Материал: золото-999. Качество: proof. Масса: 15,0 г. Диаметр: 25 мм Тираж: [уточнить]                                                              |                  |
| 2022 | Новый Узбекистан |                  |
| 2022 | Аверс: монумент Независимости в Ташкенте, стилизованное изображение птицы Хумо, национальный орнамент, год выпуска, надписи на узб. YANGI O'ZBEKISTON и англ. NEW UZBEKISTAN — «Новый Узбекистан». Реверс: национальный орнамент, название эмитента, номинал, масса и проба металла. Гурт: рубчатый. Номинал: 100000 сумов. Материал: золото-999. Качество: proof. Масса: 20,0 г. Диаметр: 33 мм Тираж: [уточнить] |                  |
| 2022 | Новый Узбекистан |                  |
| 2022 | Аверс: монумент Независимости в Ташкенте, год выпуска, надписи на узб. YANGI O'ZBEKISTON и англ. NEW UZBEKISTAN — «Новый Узбекистан». Реверс: национальный орнамент, название эмитента, номинал, масса и проба металла. Гурт: рубчатый. Номинал: 100000 сумов. Материал: золото-999. Качество: proof. Масса: 20,0 г. Диаметр: 33 мм Тираж: [уточнить]                                                              |                  |

### Серия «Навруз»
| 2022 | | Навруз |
| 2022 | Аверс: стилизованное изображение ласточки на фоне цветущей ветви, надписи на узб. NAVRO'ZI OLAM и англ. NAVRUZ HOLIDAY, разделённые цветками — «Праздник Навруз». Реверс: герб на фоне национального орнамента, название эмитента, номинал, год выпуска, масса и проба металла. Гурт: рубчатый. Номинал: 100000 сумов. Материал: золото-999. Качество: proof. Масса: 15,0 г. Диаметр: 25 мм Тираж: [уточнить]                                         |        |
| 2022 | Навруз |        |
| 2022 | Аверс: стилизованное изображение полумесяца в обрамлении цветущих ветвей, надпись на узб. HAR TUNING QADR O'LUBON HAR KUNING BO'LSIN NAVRO'ZI — «Пусть каждая ночь будет ценна, каждый день благословен». Реверс: герб на фоне национального орнамента, название эмитента, номинал, год выпуска, масса и проба металла. Гурт: рубчатый. Номинал: 100000 сумов. Материал: золото-999. Качество: proof. Масса: 15,0 г. Диаметр: 25 мм Тираж: [уточнить] |        |
| 2022 | Навруз |        |
| 2022 | Аверс: изображение ростков проросшей пшеницы в обрамлении цветущих ветвей, надпись на узб. NAVRO'ZI OLAM YANGILANISH DAVRI — «Праздник Навруз — время обновления». Реверс: национальный орнамент, название эмитента, номинал, год выпуска, масса и проба металла. Гурт: рубчатый. Номинал: 100000 сумов. Материал: золото-999. Качество: proof. Масса: 15,0 г. Диаметр: 25 мм Тираж: [уточнить]                                                       |        |
| 2022 | Навруз |        |
| 2022 | Аверс: изображение ростка растения в обрамлении цветущих ветвей, надписи на узб. NAVRO'ZI OLAM и англ. NAVRUZ HOLIDAY, разделённые цветками — «Праздник Навруз». Реверс: национальный орнамент, название эмитента, номинал, год выпуска, масса и проба металла. Гурт: рубчатый. Номинал: 100000 сумов. Материал: золото-999. Качество: proof. Масса: 15,0 г. Диаметр: 25 мм Тираж: [уточнить]                                                         |        |
| 2022 | Навруз |        |
| 2022 | Аверс: стилизованное изображение ласточки на фоне цветущей ветви, надписи на узб. NAVRO'ZI OLAM и англ. NAVRUZ HOLIDAY, разделённые цветками — «Праздник Навруз». Реверс: герб на фоне национального орнамента, название эмитента, номинал, год выпуска, масса и проба металла. Гурт: рубчатый. Номинал: 100000 сумов. Материал: золото-999. Качество: proof. Масса: 20,0 г. Диаметр: 33 мм Тираж: [уточнить]                                         |        |
| 2022 | Навруз |        |
| 2022 | Аверс: стилизованное изображение полумесяца в обрамлении цветущих ветвей, надпись на узб. HAR TUNING QADR O'LUBON HAR KUNING BO'LSIN NAVRO'ZI — «Пусть каждая ночь будет ценна, каждый день благословен». Реверс: герб на фоне национального орнамента, название эмитента, номинал, год выпуска, масса и проба металла. Гурт: рубчатый. Номинал: 100000 сумов. Материал: золото-999. Качество: proof. Масса: 20,0 г. Диаметр: 33 мм Тираж: [уточнить] |        |
| 2022 | Навруз |        |
| 2022 | Аверс: изображение ростков проросшей пшеницы в обрамлении цветущих ветвей, надпись на узб. NAVRO'ZI OLAM YANGILANISH DAVRI — «Праздник Навруз — время обновления». Реверс: национальный орнамент, название эмитента, номинал, год выпуска, масса и проба металла. Гурт: рубчатый. Номинал: 100000 сумов. Материал: золото-999. Качество: proof. Масса: 20,0 г. Диаметр: 33 мм Тираж: [уточнить]                                                       |        |
| 2022 | Навруз |        |
| 2022 | Аверс: изображение ростка растения в обрамлении цветущих ветвей, надписи на узб. NAVRO'ZI OLAM и англ. NAVRUZ HOLIDAY, разделённые цветками — «Праздник Навруз». Реверс: национальный орнамент, название эмитента, номинал, год выпуска, масса и проба металла. Гурт: рубчатый. Номинал: 100000 сумов. Материал: золото-999. Качество: proof. Масса: 20,0 г. Диаметр: 33 мм Тираж: [уточнить]                                                         |        |

### Серия «825 лет со дня рождения Джелал ад-Дин Мангуберди»
| 2023 | | 825 лет со дня рождения Джелал ад-Дин Мангуберди |
| 2023 | Аверс: монумент Джелал ад-Дину Мангуберди в Хорезме, надпись на узб. Jaloliddin Manguberdi tavalludining 825 yilligi — «825 лет со дня рождения Джелал ад-Дин Мангуберди» и годы жизни «1198-1231». Реверс: герб и стилизованная карта Узбекистана, название эмитента, номинал, год выпуска, масса и проба металла. Гурт: рубчатый. Номинал: 100000 сумов. Материал: золото-999. Качество: proof. Масса: 15,0 г. Диаметр: [уточнить] Тираж: [уточнить] |                                                  |
| 2023 | 825 лет со дня рождения Джелал ад-Дин Мангуберди |                                                  |
| 2023 | Аверс: монумент Джелал ад-Дину Мангуберди в Хорезме, надпись на узб. Jaloliddin Manguberdi tavalludining 825 yilligi — «825 лет со дня рождения Джелал ад-Дин Мангуберди» и годы жизни «1198-1231». Реверс: герб и стилизованная карта Узбекистана, название эмитента, номинал, год выпуска, масса и проба металла. Гурт: рубчатый. Номинал: 200000 сумов. Материал: золото-999. Качество: proof. Масса: 20,0 г. Диаметр: [уточнить] Тираж: [уточнить] |                                                  |

### Прочие памятные монеты из золота
Памятные монеты из золота, не объединённые в отдельные серии.
| 1997 | | Эмир Тимур               |
| 1997 | Аверс: изображение памятника Тамерлану в Ташкенте, его имя на узб. AMIR TEMUR и годы жизни (1336—1405), номинал, по краю — окантовка из точек. Реверс: герб и название государства, год выпуска, масса и проба металла. Гурт: рубчатый. Номинал: 100 сумов. Материал: золото-999. Качество: proof. Масса: 31,1 г. Диаметр: 38,0 мм.                                           |                          |
| 2009 | | 2200 лет городу Ташкенту |
| 2009 | Аверс: монумент «Счастливой матери» в Ташкенте, надпись на узб. TOSHKENT SHAHRINING 2200 YILLIGI — «2200 лет городу Ташкенту». Реверс: герб и название государства, номинал, год выпуска, масса и проба металла, по краю — окантовка из точек. Гурт: рубчатый. Номинал: 1000 сумов. Материал: золото-999. Качество: proof. Масса: 31,1 г. Диаметр: 38,0 мм. Тираж: [уточнить] |                          |